# And the Things That Remain
And the Things That Remain è un album discografico del pianista e compositore italiano Ezio Bosso, pubblicato nel novembre 2016.

## Tracce

### Disco 1
1. J.S.Bach / A.Siloti - Prelude BWV 855a
2. Smiles For Y
3. C.Debussy - La fille aux cheveux de lin
4. Before 6
5. Sixth Breath, the Last Breath
6. Rain, In Your Black Eyes
7. Speed Limit, a Night Ride
8. Diversion, Street Kisses
9. Clouds, the Mind on the (Re)Wind
10. Pines and Flowers

### Disco 2
1. Unconditioned (Following, a Bird)
2. Mechanical Dolls
3. The Nights
4. Tree's Sacrifice
5. Emily Dickinson, Who Cares About the Bluebird Sing?
6. F.Chopin - Prelude Op.28 No.4
7. Symphony No.1 - Finale: Landfall, We Unfold
8. Grains (An Hailstorm)